# Tropiduridae
Tropiduridae är en familj i infraordningen Iguania som i sin tur tillhör ordningen fjällbärande kräldjur (Squamata). Individerna är små ödlor som når en kroppslängd mellan 4 och 15 centimeter (utan svans). De lever i olika habitat som regnskogar, torra skogar, savanner, öknar och vid havets kustlinjer.
Familjens medlemmar förekommer i Sydamerikas tropiska och subtropiska delar fram till norra Argentina och Uruguay samt på Galápagosöarna. De lever ofta i öppna landskap som öknar men det finns även skogslevande arter.
Kroppen kan vara täckt av mjuka eller fasta fjäll. Arterna skiljer sig från andra ödlor genom differenser i skallens och underkäkens konstruktion.

## Levnadssätt
De flesta individerna i familjen lever på marken, några klättrar på träd eller klippor. Många arter är aktiva på dagen och livnär sig av insekter. Vissa medlemmar som släktet Tropidurus är specialiserade på myror, andra äter även frukter och blommor. Hos vissa arter har honor bara under parningstiden en påfallande kroppsfärg. Honor av alla arter lägger ägg (ovipari).

## Systematik
Tropiduridae listades tidigare som underfamilj till leguaner men 1989 fick de av Frost och Etheridge status som självständig familj. Deras närmaste släktingar finns i familjerna Phrynosomatidae och Opluridae samt möjligen även i Polychrotidae.
2001 delades familjen Tropiduridae av Frost och Etheridge i tre familjer och de tidigare underfamiljerna Leiocephalinae och Liolaeminae fick status som familjer. Numera (2016) bildas familjen av sju släkten med omkring 110 arter.
- Tropiduridae Bell, 1843.
  - Eurolophosaurus
  - Microlophus
  - Plica
  - Stenocercus
  - Tropidurus
  - Uracentron
  - Uranoscodon